# 田中浩 (俳優)
田中 浩（たなか ひろし、1934年1月1日 - 1993年1月2日）は、日本の俳優。本名は同じ。
京都府出身。京都商業高等学校卒業。オフィス青柳、ファミリープロに所属していた。

## 来歴・人物
父は昭和初期から中期にかけて活躍した俳優・寺島貢、母は昭和初期の女優・対馬ルイ子。
東宝を経て三船プロダクションに入社し、殺陣師・久世竜に師事。当時は同社製作の映画・テレビのほぼすべてに脇役で出演しており、斬られ役などとして重用されていた。退社後は各社のテレビドラマ・映画に出演したが、アクション作品でのやくざ役、時代劇での悪代官役など悪役が多く、1979年の『戦国自衛隊』では武田信玄を演じた。一方、「わんぱくでもいい、たくましく育ってほしい」のキャッチコピーで知られる丸大食品のCMに長らく出演していたことから、その知名度は高かった。
1993年、誕生日の翌日の1月2日に新橋演舞場で行われた五木ひろしの新春特別公演・初日の最中に倒れ心筋梗塞のため、搬送先の駿河台日本大学病院で急死。59歳没。死去の前に撮影されたTBSテレビの正月大型時代劇『天下を獲った男 豊臣秀吉』に丹羽長秀役で出演しており、それが最後のテレビドラマ出演だった。
特技は殺陣、乗馬。

## エピソード
唯一の子供番組へのレギュラー出演となった『ジャッカー電撃隊』では、一般の作品よりも派手な衣裳を見て面食らい、自身が役をこなせるか不安になったという。しかし、プロデューサーの吉川進から伝えられた「威厳のある父親」というイメージに徹し、さらに自身の子供が番組を見て喜んでいたことで自信を持つことができたと述べている。
『ジャッカー電撃隊』主演の丹波義隆とは番組終了後も親交が続き、プライベートでも「隊長」と呼ばれていた。

## 出演
※「 - 」は役名

### 映画
- 鬼婆 （1964年、近代映画協会 / 東京映画） - 騎馬侍B
- 城取り （1965年、日活 / 石原プロ） - 伊達への早馬の使者
- 赤ひげ （1965年、東宝 / 黒澤プロ）
- 日本のいちばん長い日 （1967年、東宝） - 小林少佐
- 斬る (1968年、東宝)
- 空想天国 （1968年、東宝 / 渡辺プロ） - 黒田組の部下B
- 祇園祭 （1968年、日本映画復興協会） - 中組路地開闔
- 狙撃（1968年、東宝）
- 緯度0大作戦（1969年、東宝） -  宇宙船回収船の看護兵[注釈 1]
- 弾痕 （1969年、東宝） - 阿洪
- 御用金 （1969年、東宝） - 灘彦四郎
- 赤毛 （1969年、東宝 / 三船プロ） - 白毛の伍長
- 新選組 （1969年、東宝 / 三船プロ） - 永倉新八
- 座頭市と用心棒 （1970年、大映 / 勝プロ） - 小仏一家の権
- 幕末 （1970年、東宝 / 中村プロ） - 出石喜助
- 待ち伏せ （1970年、東宝 / 三船プロ） - 仲間
- 栄光への反逆 （1970年、東宝） - 蝶鮫
- 激動の昭和史 軍閥 （1970年、東宝） - 結城
- 真剣勝負 （1971年、東宝） - 岩テコ
- 激動の昭和史 沖縄決戦 （1971年、東宝）
- レッド・サン （1971年、東和・パラマウント映画 / フランス・イタリア・スペイン合作映画） - ナムロ（名室源吾）
- 傷だらけの人生 古い奴でござんす （1972年、東映） - 溝口
- 日本暴力団 殺しの盃 （1972年、東映） - 岡本正
- 子連れ狼 親の心子の心 （1972年、東宝 / 勝プロ） - 柏木十右衛門
- 子連れ狼 冥府魔道 （1973年、東宝 / 勝プロ） - 村尾小弥太
- にっぽん三銃士 おさらば東京の巻 （1972年、東宝） - 機動隊隊長
- 賞金首 一瞬八人斬り （1972年、東映） - 大庭勘助
- 暴力街（1974年、東映） - 東菊会幹部
- 殺人拳2（1974年、東映） - 太田黒
- 実録飛車角 狼どもの仁義 （1974年、東映） - 伊藤鉄火
- 奴隷拳士 南海の大冒険 （1975年、フィリピン映画） - 用心棒の侍[注釈 2]
- 日本任侠道 激突篇 （1975年、東映） - 萱場新兵衛
- 下苅り半次郎（秘）観音を探せ （1975年、東映） - 酒井雅楽頭
- 大脱獄 （1975年、東映） - 友成
- 新幹線大爆破 （1975年、東映） - 堤刑事
- 女必殺五段拳 （1976年、東映） - 宮本
- 脱走遊戯 （1976年、東映） - 松田
- 日本の首領 野望篇 （1977年、東映） - 森川久蔵
- はだしのゲン 涙の爆発 （1977年、現代ぷろだくしょん / 共同映画） - 大吉
- ジャッカー電撃隊 8スーパーカー!!時速300キロ （1977年、東映まんがまつり） - 鯨井大助（ジョーカー）
- 柳生一族の陰謀 （1978年、東映） - 渡辺半蔵
- ジャッカー電撃隊VSゴレンジャー （1978年、東映まんがまつり） - 鯨井大助（ジョーカー）
- 夜が崩れた （1978年、松竹） - 松野
- エロチックな関係 （1978年、にっかつ）
- 日本の首領 完結篇 （1978年、東映） - 花山七郎
- ピンク・レディーの活動大写真 （1978年、東宝） - ガーリック
- 戦国自衛隊 （1979年、角川春樹事務所） - 武田信玄
- 動乱 （1980年、東映） - 立石少佐
- 吼えろ鉄拳（1981年、東映） - 熊沢青厳
- 伊賀忍法帖 （1982年、角川春樹事務所 / 東映） - 服部半蔵
- 龍の忍者 （1982年、東映 / 日本・香港合作） - 福佐
- 226（1989年、松竹） - 松尾伝蔵
- リメインズ 美しき勇者たち （1990年、松竹 / サニ千葉・エンタープライズ / JTB） - 警察署長

### テレビドラマ
- 遊撃戦 （1966年、NTV / 東宝 / 宝塚映画）
- 東京バイパス指令 第43話「ロスコー32口径を追え」（1969年、NTV / 東宝）
- 旗本退屈男 第4話「元禄刀腰元」（1970年、CX / 東宝） - 壷振り[注釈 3]
- 鬼平犯科帳（NET / 東宝）
  - 第1シリーズ 第61話「あほうがらす」（1970年） - 捨吉
  - 第2シリーズ 第25話「礼金二百両」（1972年） - 木庄
- キイハンター （TBS / 東映）
  - 第180話「レッツゴー! 真夜中の王様 死の行進」（1971年）
  - 第255話「悪党三匹銀嶺を行く」（1973年） - 松永敏行
- 人形佐七捕物帳 第20話「狂女の舞扇」（1971年、NET / 東宝）- 猪の松
- プレイガールシリーズ （12Ch / 東映）
  - プレイガール
    - 第129話「凄さ世界一の女」（1971年） - 岩野勇造
    - 第229話「海底の全裸死美人」（1973年） - 石垣
    - 第239話「裸女深海の決闘」（1973年） - 原川
    - 第245話「島育ちはだか仁義」（1973年） - 本間
    - 第248話「女の腹芸」（1973年） - 田口
    - 第259話「女心を人質に」（1974年） - 権藤
    - 第287話「男見るべからず プレイガール最後の決闘」（1974年） - 黒川

  - プレイガールQ
    - 第5話「ハイティーン残酷私刑」（1974年） - 佐々木
    - 第23話「スリラー・恐怖をよぶ影」（1975年） - 杉山刑事
    - 第39話「天使は裸で勝負する 」（1975年） - 馬場刑事
    - 第41話「放送300回記念・東京エマニエル夫人」（1975年）- クラブ・エマニエルの客※ノンクレジット
    - 第49話「ポルノ女優連続殺人事件」（1975年） - 西川刑事
    - 第70話「裸の花嫁地獄行き」（1976年） - 玄田
- 弥次喜多隠密道中 第3話「仇討めくら剣法」（1971年、NTV / 歌舞伎座テレビ室）
- 清水次郎長 第37話「丁半めくら勝負」（1972年、CX /  東映 / タケワキプロ） - 柿沼の伊八
- 荒野の素浪人（NET / 三船プロ）
  - 第1シリーズ（1972年）
    - 第18話「みな殺し 棚倉城襲撃」
    - 第31話「爆破 十一人の決死隊」 - 兵頭軍兵衛

  - 第2シリーズ 第11話「地獄の沙汰」（1974年） - 己之吉
- 怪談 第9回「新選組呪いの血しぶき」（1972年、MBS） - 芹沢鴨
- おらんだ左近事件帖 第19話「お江戸の恋の物語」（1972年、CX / 東宝） - 柏木源之丞
- さすらいの狼（1972年、NET / 東映）
  - 第10話「竜が見棄てた逃亡者」
  - 第26話「最終回」 - 戸部隼人
- お祭り銀次捕物帳 第16話「殺し屋が来た」（1972年、CX / 東映） - 政
- 二人の素浪人 第18話「剣に砕けた密航船」（1972年、CX / 東映） - 滝沢
- 眠狂四郎 第11話「裸女に神を見た」（1972年、KTV / 東映）
- ワイルド7 第16話「アローファイアー」（1973年、NTV / 国際放映） - コンドル
- 剣客商売 第10話「嘘とまことの間」（1973年、CX / 俳優座 / 東宝）
- 太陽にほえろ!（NTV / 東宝）
  - 第45話「怒れ! マカロニ」（1973年） - 田所
  - 第63話「大都会の追跡」（1973年） - 大杉
  - 第157話「対決! 6対6」（1975年） - 「クラダ」マスター
  - 第176話「狼の街」（1975年） - 有藤一郎
  - 第303話「お人好し」（1978年） - 原田幸三
- 子連れ狼 （NTV / ユニオン映画）
  - 第1部 第1話「子貸し腕貸しつかまつる」（1973年） - 馬上筒十内
  - 第2部（1974年）
    - 第12話「鐘役辻源七」 - 撞木
    - 第14話「折助号衣」 - 斧助

  - 第3部 第1話「狼止メ衆は不死にて候」（1976年） - 赤座勘兵衛
- 新選組 第6話「三条大橋に黒い人影」（1973年、CX / 東映） - 村上
- 荒野の用心棒（1973年、NET / 三船プロ）
  - 第14話「黒豹は死の追跡を狙って…」 - 永原伸之介
  - 第24話「女豹は白銀峡に吼えて…」 - 黒川主水
  - 第34話「山峡の黄金に女豹が走って…」 - 小判鮫の辰造
- 刑事くん （東映 / TBS）
  - 第2部 第13話「白鳥は強くはばたく」（1973年）
  - 第3部 第3話「友情につながれて」（1974年）
- いただき勘兵衛 旅を行く（NET / 東映）
  - 第5話「小判の夢が散ったとさ」（1973年） - 矢吹欽心
  - 第22話「ご落胤が仇だとさ」（1974年） - 宮井将監
- 唖侍鬼一法眼 第7話「くちなしの別れ路」（1973年、NTV / 勝プロ） - 神崎半十郎
- 非情のライセンス（NET / 東映）
  - 第1シリーズ 第1話「兇悪の門」（1973年） - 笹崎
  - 第2シリーズ 第94話「兇悪の判決」（1976年） - 滝
- 大江戸捜査網（12ch→TX / 三船プロ→ヴァンフィル→G・カンパニー）
  - 第120話「獅子舞の逆襲」（1974年） - 堀江右京之助
  - 第137話「恐怖の脱出作戦」（1974年）　- 天竺屋配下の浪人
  - 第149話「消えた死美人」（1974年） - 堀田一心斉
  - 第163話「黒手首におびえる女」（1974年） - 西岡源之丞
  - 第178話「殺し屋への挑戦状」（1975年） - 弥九郎
  - 第190話「傷だらけの十手」（1975年） -木内
  - 第199話「傷だらけの復讐」（1975年） - 蔵本頼母
  - 第217話「邪魔者を殺せ!」（1975年） - 大貫玄兵衛
  - 第224話「殺しの夜明け」（1976年） - 金井十兵衛
  - 第244話「花火よ夜空を貫け!」（1976年） - 南条采女
  - 第259話「密室殺人事件」（1976年） - 黒崎典膳
  - 第269話「涙の花嫁衣裳」（1976年） - 酒井要之進
  - 第294話「流転! 浮世絵の女」（1977年） - 久保田玄蕃
  - 第303話「緊急指令! 人質を救出せよ」（1977年） - 富永左近
  - 第307話「初見参お銀 仇討ち始末」（1977年） - 加賀爪大和守
  - 第322話「悪夢に泣く少女の叫び」（1978年） - 黒柳左門
  - 第336話「鉄火娘 怒りの一番纏」（1978年） - 大沢釆女
  - 第354話「白昼に消えた死体の謎」（1978年） - 堀田主馬
  - 第368話「高利貸し百一文の陰謀」（1978年） - 石倉左門
  - 第383話「女風呂殺人事件」（1979年） - 稲葉右京亮
  - 第419話「芸者が秘めた偽証言の罠」（1979年） - 黒沼安之助
  - 第451話「廃虚の街で待つ女」（1980年） - 脇田修理亮
  - 第487話「罠に落ちた女ねずみ」（1981年） - 黒木豊後守
  - 第532話「女心が悪を斬る」（1982年） - 堀田弾正
  - 第543話「お市乱れ花 三味線殺法」（1982年） - 門田要之進
  - 第632話「生か死か! 傷だらけの女豹」（1984年） - 小早川甚内
  - 新 大江戸捜査網 第22話「恐怖! 妖女軍団」（1984年） - 芝田主膳
  - 平成版
    - 第1シリーズ第6話「美女連続失踪! 女の館に潜入せよ!」（1990年）- 桜田剛右衛門
    - 第2シリーズ第19話「極悪非道の罠! 悲しみの島帰り」（1992年）- 和助
- 必殺シリーズ（ABC / 松竹）
  - 助け人走る 第23話「裏切大慕情」（1974年） - 石田無善
  - 必殺仕事人
    - 第6話「主水は葵の紋を斬れるか?」（1979年） - 用心棒・舎熊
    - 第31話「弓技 標的はずし」（1979年） - 浅山玄蕃
    - 第58話「暴れ技 田楽垂直刺し」（1980年） - 永久保典膳

  - 年忘れ必殺スペシャル 仕事人アヘン戦争へ行く 翔べ!熱気球よ香港へ（1983年） - 潘文虎
  - 必殺渡し人 第7話「お化け屋敷で渡します」（1983年） - 源左ェ門
- 右門捕物帖（NET / 東映）
  - 第21話「脱走」（1974年）
  - 第43話「牡丹の刺青」（1975年）
- ザ・ボディガード 第25話「明日に別れの弾丸を」（1974年、NET / 東映）
- バーディ大作戦 第42話「赤い唇  おとり捜査官」（1975年、TBS / 東映）
- 破れ傘刀舟悪人狩り（NET / 三船プロ）
  - 第27話「妖花女殺し屋」（1975年） - 磯谷伝十郎
  - 第47話「噂の大地震」（1975年） - 安藤主膳
  - 第62話「許されざる愛」（1975年） - 竹内半蔵
  - 第82話「黄金地獄」（1976年） - 大野成綱
  - 第100話「夜歩き美女」（1976年） - 柴田山城守
  - 第120話「秘薬の謎をあばけ」（1977年） - 唐沢玄治
- 俺たちの勲章 第5話「人質」（1975年、NTV / 東宝） - 遠藤
- Gメン'75（TBS / 東映）
  - 第1話「エアポート捜査線」（1975年） - 滝上
  - 第8話「裸の町」（1975年） - 組織の男
  - 第39話「ギャングに呼ばれた刑事」（1976年） - シュウトウの兄貴
  - 第73話「バカ! 大人のバカ!!」（1976年） - 平松の兄
  - 第83話「師走 - スリも走る刑事も走る」（1976年） - 関東連合銀一家組長
  - 第193話「網走刑務所 吹雪の大脱走」、第194話「銀嶺を行く網走脱獄囚」（1979年） - 脱獄囚のボス
  - 第206話「催眠術殺人事件」（1979年） - 細川所長
  - 第229話「暴走トラック殺人ゲーム」（1979年） - 滝川社長
- 長崎犯科帳 第16話「帰って来た男」（1975年、NTV / ユニオン映画） - 玄鉄
- 剣と風と子守唄 第25話「左源太賞金首」（1975年、NTV / 三船プロ） - 三田村平蔵
- 十手無用 九丁堀事件帖 第8話「鐚銭一文おいらの願い」（1975年、NTV / 東映）[注釈 4]
- はぐれ刑事 第11話「氷雨」（1975年、NTV / 国際放映） - 増田
- 燃える捜査網 第10話「刑事なんか大嫌い!」（1975年、NET / 東映）
- 新宿警察 第23話「その暗黒の恋」（1976年、CX / 東映） - 花瀬清
- 徳川三国志 第16話「又八郎人生勝負」（1976年、NET / 東映） - 森甚五左衛門
- 隠し目付参上 第11話「天一坊がまた出たか!?」（1976年、MBS / 三船プロ） - 太田銑十郎
- 伝七捕物帳 第120話「子は宝情の折檻」（1976年、NTV / ユニオン映画）- 鉄五郎
- お耳役秘帳 第11話「隠密妻無残」（1976年、KTV / 歌舞伎座テレビ） - 左兵ヱ
- 宇宙鉄人キョーダイン 第37話「あっ! 空に浮かぶ大砂漠」（1976年、MBS / 東映） - 木島少佐
- 遠山の金さん（NET / 東映）
  - 第1シリーズ
    - 第40話「嵐の中に立つ姉妹」（1976年） - 石田禅光
    - 第80話 「八丁堀佐渡情話」（1977年） - 火付盗賊改方 榊原十四郎

  - 第2シリーズ（1979年）
    - 第5話「白洲に咲かせた父娘花」 - 神田伝蔵
    - 第29話「若君誘拐」 - 早野玄之進
- 人魚亭異聞 無法街の素浪人 （1976年、NET / 三船プロ）
  - 第11話「氷菓子を富士山で」 - 山形一郎太
  - 第20話「死の砦の決闘」 - 寺田兵馬
- 特別機動捜査隊 第797話「夕陽の波止場」（1977年、NET / 東映） - 森岡
- ジャッカー電撃隊（1977年、ANB / 東映） - 鯨井大助（ジョーカー）
- 華麗なる刑事 第12話「母と子と刑事」（1977年、CX / 東宝） - 戸川義一
- 大都会シリーズ（NTV / 石原プロ）
  - 大都会 PARTII（1977年）
    - 第26話「Gメン抹殺指令」 - 金谷実
    - 第30話「日没までの命」 - 田崎

  - 大都会 PARTIII
    - 第3話「捜査中止命令」（1978年） - 広沢
    - 第12話「狂犬」（1978年） - 森崎
    - 第30話「けもの道」（1979年） - 坂本四郎
    - 第48話「囮作戦」（1979年） - 衣笠
- 特捜最前線（ANB / 東映）
  - 第27話「跳弾・その愛のゆくえ」（1977年）
  - 第48話「惜別・指のない焼死体!」（1978年） - 山岸秀男
  - 第194話「判事ラブホテル密会事件!」（1981年）
  - 第424話「渓谷に消えた女秘書!」（1985年）
- 破れ奉行（1977年、ANB / 中村プロ）
  - 第1話「疾風!斬り捨て御免!」 - 弥十郎
  - 第19話「怨花 夜霧のお竜」 - 矢崎長五郎
  - 第34話「難波屋おきたが二人いた!」 - 片桐
- 人形佐七捕物帳 第6話「音羽の猫は金の爪」（1977年、ANB / 東映） - 萩原十太夫
- 野望 第5話「華麗なる反撃」（1977年、ANB / 東映） - 中原
- 新五捕物帳（NTV / ユニオン映画)
  - 第14話「怒りの十手に血が騒ぐ」（1978年） - 浪人
  - 第31話「怒りに燃えた親子鷹」（1978年） - 鬼堂八十右衛門
  - 第45話「殺しのかんざし」（1978年） - 坂部三十郎
  - 第62話「死を呼ぶ兇剣」（1979年）
- 江戸の旋風シリーズ（CX / 東宝） 
  - 同心部屋御用帳 江戸の旋風III 第35話「左手は生きている」（1978年） - 更科の源太
  - 新・江戸の旋風 第8話「泣く子に捧げる風ぐるま」（1980年） - 久蔵
- 桃太郎侍（NTV / 東映）
  - 第65話「桃太郎一家のお正月」（1978年） - 谷村帯刀
  - 第88話「コロリと八つ手と鬼の面」（1978年） - 夛田豊後守
  - 第101話「お毒味された悪だくみ」（1978年） - 安藤織部正
  - 第121話「すずめの剣術修業」（1979年） - 黒沢左馬之介
  - 第145話「鯛より旨い鰯の人情」（1979年） - 天野陣蔵
  - 第166話「おしゃれ殿様」（1979年） - 南部河内守の用人
  - 第180話「南蛮火薬に火をつけろ!」（1980年） - 弥三郎
  - 第199話「親子を取持つ一ツ毬」（1980年） - 留五郎
  - 第215話「生みの親より育ての親か」（1980年） - 源助
  - 第224話「邪剣に勝った瓦版」（1981年） - 笹本源八郎
  - 第258話（最終話）「さらば桃太郎」（1981年） - 堀井修理
- 新幹線公安官 第2シリーズ 第13話「あなたは狙われている!」（1978年、ANB / 東映）
- 大追跡 第18話「レディー・キラー」（1978年、NTV / 東宝） - 立花社長
- 江戸の鷹 御用部屋犯科帖 第30話「怪奇! 八ツ目洞窟の隠し金」（1978年、ANB / 三船プロ） - 安五郎
- 銭形平次（CX / 東映）
  - 第644話「にせ平次奮戦記」（1978年） - 駒形の弥七
  - 第681話「人情 一番花火」（1979年） - 粂蔵
  - 第714話「殺しの舞扇」（1980年） - 玄蔵
  - 第740話「わたしは見ていた」（1980年） - 巳之吉
  - 第758話「黄金は白銀に散った」（1981年） - 頭目徳蔵
  - 第788話「藤娘の謎」（1981年） - 平戸屋
  - 第822話「玄界灘に銭が飛ぶ」（1982年） - 鬼塚十三
  - 第853話「花は知っていた」（1983年） - 舛屋
  - 第875話「大泥棒になった万七」（1983年） - 鬼辰の頭
  - 第888話（最終話）「ああ十手ひとすじ!! 八百八十八番大手柄」（1984年） - 赤垣
- 暴れん坊将軍シリーズ（ANB / 東映）
  - 吉宗評判記 暴れん坊将軍
    - 第43話「お庭番非情!」（1978年） - 八橋右京之介
    - 第68話「涙のにせ訴状」（1979年） - 望月主膳
    - 第89話「花も恥じらう一番手柄」（1979年） - 朝比奈日乗（松之助）
    - 第113話「どうにも止まらなかった男」（1980年） - 筧隼人正
    - 第149話「偽りの絆が廻す夫婦独楽」（1981年） - 西海屋仁右衛門
    - 第187話「天下御免! 虚無僧変化」（1981年） - 日下部大学

  - 暴れん坊将軍II
    - 第1話「一番神輿が俺を呼ぶ!」（1983年） - 京田屋藤兵衛
    - 第29話「かしまし姉妹の盗み酒!」（1983年） - 岸和田出雲
    - 第91話「春に出初めの木遣り唄!」（1985年） - 石岡
    - 第109話「涙が仇のあで化粧!」（1985年） - 江島蔵人
    - 第124話「南国の美女、華麗なる復讐!」（1985年） - 伊集院弾正
    - 第143話「悲願! お小夜アイヤぶし」（1986年） - 湊屋宗兵衛
    - 第170話「コソ泥入門! かあちゃんが欲しい」（1986年） - 唐津屋嘉兵衛
    - 第190話「食通くらべ日本一!」（1987年） - 大黒屋徳兵衛

  - 暴れん坊将軍III
    - 第5話「新さん江戸の風に舞う!」（1988年） - 岩蔵
    - 第13話「将軍が消えた!? 吉宗暗殺の渦巻く紀州和歌山」（1988年、TVスペシャル） - 仙十郎
    - 第35話「秘めた駆け落ち、涙のかんざし」（1988年） - 水嶋十兵衛
    - 第78話「危うし! 妖刀に正義ありや」（1989年） - 伊丹八太夫
    - 第114話「愛しのわらべよ、荒海が泣く!」（1990年） - 長門屋与兵衛

  - 暴れん坊将軍IV
    - 第26話「吉宗を狙う女剣士」（1991年） - 片倉大和
    - 第40話「戦慄! 狙われた養生所」（1992年） - 根本陣馬
    - 第48話「剣鬼が走る! 江戸の闇」（1992年） - 丁字屋秀次郎
    - 第61話「さらば! 悪名の男」（1992年） - 福島主水正
- 破れ新九郎（1978年、ANB / 中村プロ）
  - 第2話「えん魔がくれた千両箱」
  - 第11話「大台風!御用金強奪」 - 山名蔵人
- 柳生一族の陰謀（1979年、KTV / 東映）
  - 第19話「髪の罠」 - 二階堂刑部
  - 第38話「十兵衛を殺せ!」 - 松倉重治
- 西遊記 第21話「豚教国 翠蓮王女いざ出陣!」（1979年、NTV / 国際放映） - 賽太歳
- 大空港（CX / 松竹）
  - 第35話「衝撃の無差別殺人!」（1979年） - 隅田
  - 第67話「流血の荒野を走れ! 特捜VS地下組織VS暴走族」（1980年） - 大井田春吉
- 江戸の激斗 第1話「壮絶! 遊撃隊」（1979年、CX / 東宝） - 放駒の仙蔵
- 水戸黄門（TBS / C.A.L）
  - 第10部 第6話「天下の怪盗光右衛門 -駿府-」（1979年9月17日） - 浅井角兵衛
  - 第13部 第18話「網にかかった悪い雑魚 -石州浜田-」（1983年2月14日） - 馬島の大蔵
  - 第14部（1984年）
    - 第19話「悪を懲らした喧嘩友達 -会津-」 - 蒲生五郎太
    - 第24話「偽黄門にされた黄門様 -高岡-」 - 大門屋万蔵
    - 第31話「天下の怪盗葵の光右衛門 -大坂-」 - 天竜為蔵

  - 第15部（1985年）
    - 第18話「無念晴らした槍の仇討ち -福山-」 - 田沢剛右衛門
    - 第24話「女掏摸 弁天お京 -宮津-」 - 般若の五郎蔵
    - 第32話「中馬を狙った野盗の罠 -松本-」 - 雷の五郎太

  - 第16部 第2話「闇に仕掛けた皆殺しの罠 -府中-」（1986年5月5日） - 武蔵屋太左衛門
  - 第18部 第9話「悪計暴いた白頭巾 -諏訪-」（1988年11月7日） - 片桐伝八郎
  - 第19部
    - 第10話「助さんの代理亭主 -本庄-」（1989年11月27日） - 板鼻の運造
    - 第24話「縁結び頑固比べ -善光寺-」（1990年3月12日） - 赤鬼の岩五郎

  - 第20部
    - 第7話「怨みを買った女医師 -桑名-」（1990年12月17日） - 台場の岩造
    - 第12話「悪を糺す阿波踊り -徳島-」（1991年1月28日） - 猪の鼻の五郎蔵
    - 第27話「銘酒守った身代わり花嫁 -広島-」（1991年5月13日） - 鬼熊の辰蔵
    - 第39話「八兵衛そっくりお殿様 -久保田-」（1991年8月5日） - 久六

  - 第21部（1992年）
    - 第3話「頑固比べで縁結び -小浜-」 - 泥船の三造
    - 第28話「黄門一家は用心棒 -諏訪-」 - 赤熊の駒蔵
- 江戸の牙 第10話「妖艶! 密室の謎」（1979年、ANB / 三船プロ） - 鳥居伊勢守
- 騎馬奉行 第4話「狐狩り伝説・皆殺しの村」（1979年、KTV / 東映）
- 影の軍団シリーズ（KTV / 東映）
  - 服部半蔵 影の軍団 第14話「将軍蒸発! 女狐の陰謀」（1980年） - 覚海
  - 影の軍団II 第12話「あの女を逃がすな!」（1981年） - 巴屋徳兵衛
  - 影の軍団III 第16話「容疑者は三度消える」（1982年）
  - 影の軍団IV 第7話「黒髪の処刑台」（1985年） - 奥村瑞竜軒
- 柳生あばれ旅（ANB / 東映）
  - 第2話「紅い宿場の用心棒 -保土ヶ谷-」（1980年） - 伊佐吉
  - 第21話「呪いの恋太鼓 -亀山-」（1981年） - 長五郎
- 大捜査線 第4話「傷ついた野獣」（1980年、CX / ユニオン映画）
- 大激闘マッドポリス'80 第13話「スカイライダー大作戦」（1980年、NTV / 東映） - 吉崎健三
- 西部警察シリーズ（ANB / 石原プロ）
  - 西部警察
    - 第22話「少年」（1980年） - 中野社長
    - 第47話「笛吹川有情」（1980年） - 黒沢
    - 第101話「甦れ、ヨタロー!」（1981年） - 河野英夫

  - 西部警察 PART-II
    - 第11話「大激闘!! 浜名湖決戦」（1982年）- 杉森重吉
    - 第33話「鑑識ナンバー106」（1983年） - 河辺要造

  - 西部警察 PART-III（1983年）
    - 第4話「兄妹」 - 泉茂
    - 第23話「走る炎!! 酒田大追跡 山形編」 - ヘンリー野口
- 蒼き狼 成吉思汗の生涯 （1980年、ANB / 国際放映） - ディセチン
- 旅がらす事件帖 第1話「あれが噂の道中奉行」（1980年、KTV / 国際放映） - 瓦屋宗兵衛
- 長七郎天下ご免! （テレビ朝日）
  - 第10話「浮かれて泣いた大漁節」（1980年）- 榊原安房守
  - 第67話「春雷!真っ赤な伏魔殿」（1981年）- 神部平蔵
  - 第97話「江戸しぐれ おかめの涙」（1981年）- 仁蔵
- 時代劇スペシャル（CX）
  - 新吾十番勝負第一話〜愛に生き剣に生きる青春 （1981年5月15日） - 日本駄右衛門
  - 怪談かさねヶ淵〜暗い沼に人魂が走り恐怖の因果に女達が狂う （1981年8月21日）
  - 新吾十番勝負 第二話〜抹殺密命渦巻く悪の内懐にくの一暗躍 （1982年2月26日） - 日本駄右衛門
  - 新吾十番勝負 第三話〜尾張六十一万石将軍吉宗への謀叛 （1982年7月30日） - 日本駄右衛門
- 鬼平犯科帳 第3シリーズ 第18話「大川の隠居」（1982年、ANB / 東宝） - 富造
- 柳生十兵衛あばれ旅（ANB / 東映）
  - 第6話「上州女からっ風」（1982年） - 榊伊兵衛
  - 第23話「亡霊が愛した娘」（1983年）
- 大岡越前（TBS / C.A.L）
  - 第6部 第10話「鷹の威を借る悪い奴」（1982年5月10日） - 岩田仙十郎
  - 第7部 第23話「闇に閃く恐怖の邪険」（1983年9月26日） - 佐久間七之助
  - 第9部（1985年）
    - 第3話「辰三おはなの祝言騒動」 - 伝蔵
    - 第6話「探した我が子は女掏摸」 - 甚五郎

  - 第10部 第13話「育ての親は凶状持ち」（1988年5月23日） - 大鴉の軍兵ヱ
  - 第11部 第15話「怨念消した花嫁姿」（1990年7月30日） - 野鼠の弥太五郎
  - 第12部 第15話「裏切り女房の偽証言」（1992年1月27日） - 明神の松五郎
- 源九郎旅日記 葵の暴れん坊（1982年、ANB / 東映）
  - 第5話「誰がために鍔は鳴る」 - 新田但馬
  - 第32話「神のお告げの夢おんな」 - 儀兵衛
- 噂の刑事トミーとマツ 第2シリーズ 第24話「行け猿島へ! モジャ課長死のピンチ」（1982年、TBS / 大映テレビ）
- 遠山の金さん（ANB / 東映）
  - パート１
    - 第15話「水中花! くノ一殺法」（1982年） - 黒部甚九郎
    - 第76話「愛か真か岐路に立つ女!」（1983年） - 筒井将監
    - 第92話「南海の女 琉球より愛をこめて!」（1984年） - 久保山唯三郎 - 高田
    - 第113話「炎の女用心棒! 黒猫のお銀」（1984年） - 荒谷鬼十郎
    - 第131話「偽りの化粧・不良少女の母!」（1985年） - 庄右衛門
    - 第152話「華麗なる賭け・女壺振り師お涼!」（1985年） - 本田源之丞

  - パート２
    - 第5話「女豹秘話・浪花女の啖呵が冴えた!」（1985年） - 島兵衛
    - 第36話「男ひとり・流れのままに!」（1986年） - 源蔵
    - 第41話「江戸妖婦伝!」（1986年） - 若林内膳正
- 長七郎江戸日記 （NTV / ユニオン映画）
  - 第1シリーズ
    - 第2話「風流献上鷹始末」（1983年） - 跡見十郎太
    - 第9話「風流悪人狩り」（1983年） - 大石要
    - 第39話「旗本愚連隊」（1984年） - 沼沢陣内
    - 第68話「御赦免船の男」（1985年） - 稲葉主膳
    - 第77話「とどけ夫婦囃子」（1985年） - 神谷主膳
    - 第82話「初姿春駒おどり」（1986年） - 鉄海
    - 第92話「望郷子守唄」（1986年） - 別府庄左衛門

  - 第2シリーズ
    - 第5話「仇討ちという殺人」（1988年） - 南部龍之助
    - 第32話「おれんの逆襲」（1988年） - 大淵信太郎

  - 第3シリーズ
    - 第19話「金十両が厄となる」（1991年） - 平田左仲
    - 第34話「艶姿、剣舞い」（1991年） - 伊佐山大膳
- 大奥 第39話「盗まれた青春」（1984年、KTV / 東映） - 小西修理
- 暴れ九庵 第10話「賭けた女の胸のうち」（1984年、KTV / 東宝） - 源蔵
- 徳川風雲録 御三家の野望 第9話「大奥の罠! 悲恋夢芝居」（1986年、TX / 東映） - 藤堂不折
- 連続テレビ小説 / はね駒 （1986年、NHK）
- スケバン刑事III 少女忍法帖伝奇（1986年、CX / 東映） - 帯庵和尚
- 年末時代劇スペシャル / 白虎隊 （1986年、NTV）
- 若大将天下ご免! 第12話「命を上げよう、妹よ!」（1987年、ANB / 東映） - 青山源之丞
- ベイシティ刑事（ANB / 東映）
  - 第8話「想い出は危険がいっぱい」（1987年）
  - 第18話「子連れ刑事 ヨコハマ物語」（1988年）
- 三匹が斬る!（ANB / 東映）
  - 三匹が斬る! 第7話「勇み肌、男はご法度女人里」（1987年） - 犬神の勝蔵
  - 続・三匹が斬る! 第1話「女の砦、降るは涙か血の雨か」（1988年） - 戸田山城守
  - 続続・三匹が斬る! 第5話「謎の邪馬台国! 王冠を守る霊感美女」（1990年） - 源蔵
  - また又・三匹が斬る! 第20話「献上の、茶壺に幽霊現れた!」（1991年） - 服部図書
  - 新・三匹が斬る! （1993年）
    - 第16話「さいはての恐山、津軽娘が死者を呼ぶ」 - 堂内軍太夫
    - 第21話「出雲崎、嘘を並べて唐丸破り」 - 村田彦十郎
- 江戸を斬るVII（1987年、TBS / C.A.L）
  - 第3話「島抜けの謎を追え」 - 熊五郎
  - 第26話「同心長屋に隠し妻」 - 神隠しの頭目
- 名奉行 遠山の金さん（ANB / 東映）
  - 第1シリーズ 第3話「引裂かれた妻の夢」（1988年） - 筧伝九郎
  - 第2シリーズ 第11話「税金に泣かされたおんな」（1989年） - 武蔵屋
  - 第3シリーズ 第8話「金さん富くじに当たる」（1990年） - 田島勝之助
  - 第4シリーズ
    - 第6話「大奥騒乱!千両箱の罠」（1991年） - 陣場弥十郎
    - 第22話「蒸発した六人の娘」（1992年） - 大野修蔵
- 八百八町夢日記（NTV / ユニオン映画）
  - 第1シリーズ
    - 第1話「娘たちを追って」（1989年） - 白河若狭守
    - 第21話「お人好し」（1990年） - 稲毛主膳
    - 第38話（SP）「おりん無残! 今蘇る関が原の戦い」（1990年） - 慈念

  - 第2シリーズ
    - 第3話「情け深川えんま橋」（1991年） - 鳥居大学
    - 第22話「翔べ! 見習同心」（1992年） - 牧野但馬守
    - 第31話「女泥棒の悪い癖」（1992年） - 綱木主水正
- 鬼平犯科帳（CX / 松竹）
  - 第2シリーズ 第2話「むかしの女」（1990年） - 井原惣市
  - 第3シリーズ 第14話「二つの顔」（1992年） - 神崎の倉次郎
  - 第4シリーズ 第6話「俄か雨」（1993年） - 岩口千五郎
- あばれ八州御用旅（TX / ユニオン映画）
  - 第1シリーズ 第4話「巨悪の罠、消えた隠し金山を探れ」（1990年） - 星野仙右衛門
  - 第2シリーズ 第13話「愛を切り裂く高瀬舟」（1991年） - 板倉将監
  - 第3シリーズ 第6話「赤いほおずき怨み節」（1992年） - 金沢外記
- お江戸捕物日記 照姫七変化 最終話「天下御免の夢舞台」（1990年、CX / 東映） - 島田典膳
- 将軍家光忍び旅（1990年-1993年、テレビ朝日）
  - 将軍家光忍び旅 第3話「日陰に咲くか夫婦武士道」- 重蔵
  - 将軍家光忍び旅II
    - 第7話「将軍暗殺? 樵たちの反乱」- 藤代久太夫
    - 第18話「お家騒動、高崎だるまに誓う愛」- 桑島喜内
- 女無宿人 半身のお紺 第8話「醒めてうずきます」（1991年、TX / C.A.L） - 吉田の長兵衛
- 銭形平次（CX / 東映）
  - 第1シリーズ 第17話「二度消えた千両箱」（1991年） - 伊崎八郎
  - 第2シリーズ 第9話「がい骨の予言」（1992年） - 相模屋
- 土曜ワイド劇場 / 牟田刑事官事件ファイル 第15作「神戸横浜 港町連続殺人」 （1991年、ANB）
- 江戸中町奉行所 第2シリーズ 第5話「二度死んだ男」（1992年、TX / 松竹）
- 徳川無頼帳 第15話「わらわは花魁になりたい!」（1992年、TX / JAC）
- 正月大型時代劇 天下を獲った男 豊臣秀吉（1993年、TBS） - 丹羽長秀 ※遺作

### 演劇
- 柳生十兵衛 魔界転生 （1981年、新宿コマ劇場） - 宮本武蔵
- ゆかいな海賊大冒険 （1982年・1983年・1984年、新宿コマ劇場） - ペンタゴング
- 遠山の金さん 〜江戸の母子草〜 （1984年、明治座）
- 沓掛時次郎 （1984年、明治座）
- 酔いどれ公爵 （1985年、新宿コマ劇場） - オルゴン公爵
- 樅ノ木は残った （1990年、明治座）
- 五木ひろし 新春特別公演（1993年、新橋演舞場）

### バラエティー番組
- あなたのワイドショー （日本テレビ） - 司会
- ミセス&ミセス（日本テレビ） - 司会
- オールスター家族対抗歌合戦 （フジテレビ）
- モーニングジャンボ奥さま8時半です （TBS）
- おはようワイド・土曜の朝に （朝日放送）
- いい旅・夢気分 （1990年、テレビ東京）

### CM
- トヨタ自動車 クラウン（MS60前期）（1971年）※真屋順子と共演
- いすゞ自動車 いすゞ・117クーペ第2期
- 丸大食品